# Big Machine Records
Big Machine Records là một hãng thu âm độc lập của Mỹ, được phân phối bởi Universal Music Group và chuyên về các nghệ sĩ nhạc đồng quê và nhạc pop. Big Machine có trụ sở đặt tại Nashville, Tinnessee. Hãng được thành lập vào tháng 9 năm 2005 bởi cựu giám đốc điều hành Scott Borchetta của DreamWorks Records và trở thành liên doanh giữa Borchetta và ca sĩ nhạc đồng quê Toby Keith. Công ty tập trung vào xuất bản, quản lý, buôn bán và giám sát các công ty in ấn, chẳng hạn như Valory Music, là một phần của Big Machine Label Group.

## Lịch sử

### Mua lại bởi Hybe Corporation
Vào ngày 2 tháng 4 năm 2021, Ithaca Holdings, bao gồm cả Big Machine, sẽ được bán cho công ty giải trí và âm nhạc Hàn Quốc Hybe Corporation (trước đây là Big Hit Entertainment). Borchetta sẽ vẫn là CEO của Big Machine.

## Nghệ sĩ
- Justin Moore
- Ella Mae Bowen
- Brantley Gilbert
- Edens Edge
- Rascal Flatts
- Danielle Bradbery

### Nghệ sĩ cũ
- Taylor Swift
- Garth Brooks
- Dusty Drake
- Adam Gregory
- Jack Ingram[5]
- Kate & Kacey
- Danielle Peck
- Melissa Peterman
- Steel Magnolia
- Fisher Stevenson
- Sunny Sweeney
- Jimmy Wayne
- Trisha Yearwood
- Laura Marano

## Bê bối
Ngày 15 tháng 11 năm 2019, Taylor Swift đã đăng lên tài khoản mạng xã hội cá nhân của mình bài viết về bê bối với Big Machine Records, cụ thể là Scooter Braun không cho phép cô sử dụng ca khúc của chính mình để trình diễn tại lễ trao giải AMAs và trong bộ phim tài liệu về cuộc đời cô. Bên cạnh thư tố cáo, cô còn cầu cứu mọi người, nhất là các nghệ sĩ, hãy lên tiếng để ngăn chặn hành động này của 2 người họ về sau.
Big Machine đã phản hồi lại Taylor Swift sau đó.